# Parada de Gonta
Parada de Gonta is een plaats (freguesia) in de Portugese gemeente Tondela en telt 812 inwoners (2001).